# Kanurennsport-Europameisterschaften 2024
Die 34. Kanurennsport-Europameisterschaften wurden vom 13. bis 16. Juni 2024 in Szeged in Ungarn ausgetragen. Ausrichter war der Europäische Kanuverband ECA.

## Ergebnisse
Insgesamt wurden Medaillen in 29 Bootsklassen vergeben, davon 16 für Männer und 13 für Frauen.

### Männer

#### Kanadier
| Disziplin | Disziplin | Gold                              | Silber                                  | Bronze                             |
| --------- | --------- | --------------------------------- | --------------------------------------- | ---------------------------------- |
| C1        | 200 m     | Oleksii Koliadych                 | Pablo Grana                             | Sasa Nadiradse                     |
| C1        | 500 m     | Serghei Tarnovschi                | Sachar Petrow                           | Martin Fuksa                       |
| C1        | 1000 m    | Cătălin Chirilă                   | Martin Fuksa                            | Serghei Tarnovschi                 |
| C1        | 5000 m    | Adolf Balázs                      | Iwan Patapenka                          | Serghei Tarnovschi                 |
| C2        | 200 m     | Alexei Korowaschkow / Iwan Schtyl | Aleksander Kitewski / Oleksii Koliadych | Manuel Fontán / Adrián Sieiro      |
| C2        | 500 m     | Alexei Korowaschkow / Iwan Schtyl | Wiktor Głazunow / Arsen Śliwiński       | Gabriele Casadei / Carlo Tacchini  |
| C2        | 1000 m    | Gabriele Casadei / Carlo Tacchini | Moritz Adam / Nico Pickert              | Serghei Tarnovschi / Mihai Chihaia |

#### Kajak
| Disziplin | Disziplin | Gold | Silber                                                               | Bronze                                                                     |
| --------- | --------- | --- | -------------------------------------------------------------------- | -------------------------------------------------------------------------- |
| K1        | 200 m     | Oleksandr Saizew                                                                                         | Jakub Stepun                                                         | Badri Kawelaschwili                                                        |
| K1        | 500 m     | Ádám Varga                                                                                               | Fernando Pimenta                                                     | Timon Maurer                                                               |
| K1        | 1000 m    | Aleh Jurenja                                                                                             | Bálint Kopasz                                                        | Fernando Pimenta                                                           |
| K1        | 5000 m    | Fernando Pimenta                                                                                         | Ádám Varga                                                           | Mads Pedersen                                                              |
| K2        | 200 m     | Iago Bebiano / Kevin Santos                                                                              | Jakub Stepun / Przemysław Korsak                                     | Levente Kurucz / Márk Opavszky                                             |
| K2        | 500 m     | Levente Kurucz / Márk Opavszky                                                                           | Uladsislau Krawez / Dsmitryj Natyntschyk                             | Mindaugas Maldonis / Andrej Olijnik                                        |
| K2        | 1000 m    | Samuele Burgo / Andrea Schera                                                                            | Levente Kurucz / Márk Opavszky                                       | Cyrille Carré / Étienne Hubert                                             |
| K4        | 500 m     | Individuelle Neutrale Athleten Mikita Borykau Uladsislau Krawez Uladsislau Litwinau Dsmitryj Natyntschyk | Polen Jakub Stepun Przemysław Korsak Piotr Morawski Sławomir Witczak | Italien Manfredi Rizza Tommaso Freschi Francesco Lanciotti Giovanni Penato |
| K4        | 1000 m    | Individuelle Neutrale Athleten Mikita Borykau Uladsislau Krawez Uladsislau Litwinau Dsmitryj Natyntschyk | Ungarn Márk Opavszky Bálint Kollek Hunor Hidvégi Tamás Szántói-Szabó | Spanien Alex Graneri Roi Rodríguez Pedro Vázquez Íñigo Peña                |

### Frauen

#### Kanadier
| Disziplin | Disziplin | Gold                         | Silber                                | Bronze                                  |
| --------- | --------- | ---------------------------- | ------------------------------------- | --------------------------------------- |
| C1        | 200 m     | Dorota Borowska              | Antía Jácome                          | Julija Truschkina                       |
| C1        | 500 m     | Alena Nasdrowa               | Giada Bragato                         | María Corbera                           |
| C1        | 5000 m    | Wolha Klimawa                | Walerija Tereta                       | Zsófia Kisbán                           |
| C2        | 200 m     | Antía Jácome / María Corbera | Sylwia Szczerbińska / Dorota Borowska | Ágnes Kiss / Bianka Nagy                |
| C2        | 500 m     | Ágnes Kiss / Bianka Nagy     | Sylwia Szczerbińska / Dorota Borowska | Anhelina Bardanousskaja / Wolha Klimawa |

#### Kajak
| Disziplin | Disziplin | Gold                                                       | Silber                                                                           | Bronze                                                                        |
| --------- | --------- | ---------------------------------------------------------- | -------------------------------------------------------------------------------- | ----------------------------------------------------------------------------- |
| K1        | 200 m     | Anna Lucz                                                  | Katarzyna Kołodziejczyk                                                          | Bolette Iversen                                                               |
| K1        | 500 m     | Tamara Csipes                                              | Emma Jørgensen                                                                   | Milica Novaković                                                              |
| K1        | 1000 m    | Justyna Iskrzycka                                          | Eszter Rendessy                                                                  | Melina Andersson                                                              |
| K1        | 5000 m    | Emese Kőhalmi                                              | Melina Andersson                                                                 | Maria Virik                                                                   |
| K2        | 200 m     | Blanka Kiss / Anna Lucz                                    | Mia Medved / Anja Osterman                                                       | Katarzyna Kołodziejczyk / Sandra Ostrowska                                    |
| K2        | 500 m     | Emma Jørgensen / Frederikke Matthiesen                     | Justyna Iskrzycka / Katarzyna Kołodziejczyk                                      | Alida Dóra Gazsó / Tamara Csipes                                              |
| K2        | 1000 m    | Noémi Pupp / Sára Fojt                                     | Melina Andersson / Julia Lagerstam                                               | Maria Virik / Hedda Øritsland                                                 |
| K4        | 5000 m    | Ungarn Noémi Pupp Sára Fojt Tamara Csipes Alida Dóra Gazsó | Polen Justyna Iskrzycka Sandra Ostrowska Julia Olszewska Katarzyna Kołodziejczyk | Norwegen Maria Virik Anna Margrete Sletsjøe Hedda Øritsland Kristine Amundsen |